# Boyfriend (Tegan and Sara-låt)
Boyfriend är en låt av den kanadensiska popduon Tegan and Sara, utgiven som den första singeln från deras åttonde album Love You to Death den 8 april 2016. Det är en syntpoplåt skriven av gruppmedlemmarna Tegan och Sara Quin tillsammans med producenten Greg Kurstin.

## Bakgrund
Låten hade premiär på Apple Musics radiokanal Beats 1 den 7 april 2016, där Sara gästade DJ Matt Wilkinson. I programmet beskrev hon låten som en rättfram poplåt och sa att den handlade om ett förhållande med en tjej som aldrig hade dejtat tjejer förut. "Eftersom jag är gay blir det givetvis en slags tvist på könsroller i låten, och jag förstår att det ibland inte känns direkt relaterbart för alla, oavsett om de är straight eller något annat. Men den här grejen, du vet, att vi alla har varit i den situationen då vi verkligen gillar någon och vi vill göra det officiellt, och de är inte redo, det är vad låten handlar om."

## Musikvideo
Videon till låten regisserades av Clea DuVall och hade premiär på Tegan and Saras webbplats den 27 april 2016.

## Låtlista
Digital nedladdning
1. "Boyfriend" – 2:47

## Listplaceringar
| Lista (2016)                  | Högsta position |
| ----------------------------- | --------------- |
| Kanada (Canadian Hot 100)     | 78              |
| Kanada AC (Billboard)         | 16              |
| Kanada CHR/Top 40 (Billboard) | 21              |
| Kanada Hot AC (Billboard)     | 12              |